# Buonconvento
Buonconvento est une commune italienne de 3 197 habitants, située dans la province de Sienne dans la région Toscane en Italie.

## Géographie
La commune est située en Toscane dans la province de Sienne.

Position du territoire de la commune Buonconvento sur une carte de la province de Sienne (Toscane).

### Territoire
La commune se situe à 147 mètres d'altitude et a une superficie 64,78 km2.
- Classification sismique: zone 3 (sismicité faible)[2].
- Classification climatique: zone D, 1598 GR/G.
- Coefficient atmosphérique: moyen, Ibimet CNR 2002.

## Histoire
L'empereur Henri VII mourut à Buonconvento le 24 août 1313.

## Monuments et lieux d'intérêts

### Architecture religieuse

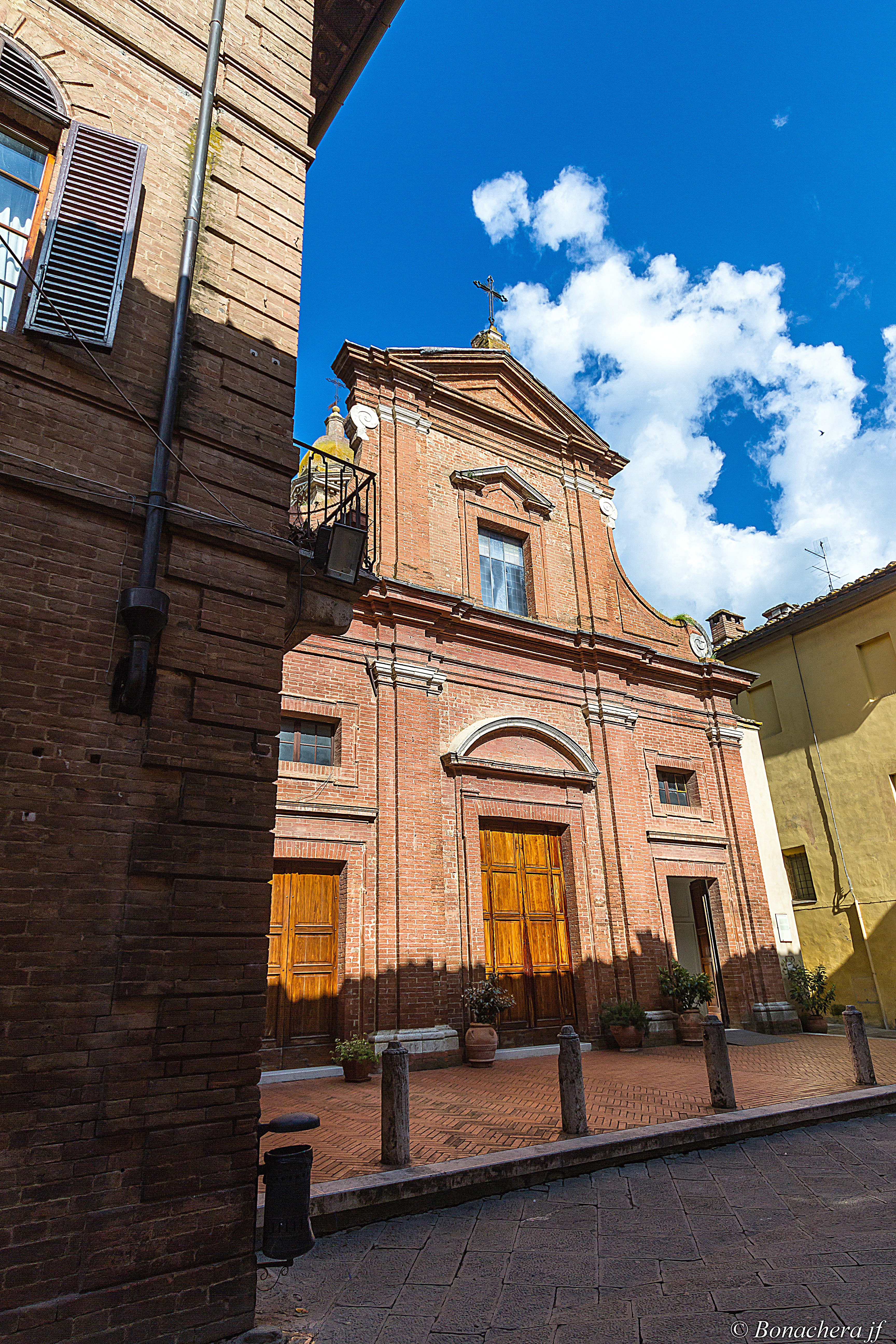
église dei santi pietro é paolo

- Église di San Lorenzo (Bibbiano) (it)
- Église dei Santi Pietro e Paolo (it)

- Oratoire de l'Arche de la Miséricorde (it)
- Église di San Bartolomeo (Buonconvento) (it)
- Église di San Lorenzo a Percenna (it)

### Architecture civile
- Château de Bibbiano (it)
- Chiatina (it)
- Villa La Rondinella (it)

## Administration
| Période                                  | Période | Identité | Étiquette | Qualité |
| ---------------------------------------- | ------- | -------- | --------- | ------- |
|                                          |         |          |           |         |
| Les données manquantes sont à compléter. |         |          |           |         |

### Hameaux
Bibbiano, Percenna

### Communes limitrophes
Asciano, Montalcino, Monteroni d'Arbia, Murlo,  San Giovanni d'Asso